# دینر آندورا
دینر آندورا (به انگلیسی: Andorran diner) (به زبان بومی: Diner andorrà) یکای پول رایج در کشور آندورا است. مسئولیت کنترل این واحد پولی برعهدهٔ بانک مرکزی آندورا قرار دارد.